# Sermorelina
La sermorelina è un analogo dell'ormone di rilascio della somatotropina umano (GHRH) di cui rappresenta il frammento 1-29. Viene utilizzata per la diagnosi e per il trattamento delle condizioni patologiche da deficit di ormone della crescita nei bambini in quanto stimola la produzione di tale ormone agonizzando i recettori del GHRH presenti nell'ipofisi.

## Somministrazione
In quanto ormone peptidico le vie principali di somministrazione sono quella endovenosa e quella sottocutanea a lento rilascio. Viene comunemente somministrato in forma acetata (numero CAS 86168-78-7), preparato commercializzato col nome di Geref.

## Sequenza aminoacidica
HOOC-Tyr-Ala-Asp-Ala-Ile-Phe-Thr-Asn-Ser-Tyr-Arg-Lys-Val-Leu-Gly-Gln-Leu-Ser-Ala-Arg-Lys-Leu-Leu-Gln-Asp-Ile-Met-Ser-Arg-NH2